# Villa du docteur Maire
La villa du docteur Maire est une maison située à Vichy (Allier), à l'angle du quai de l'Allier et de la rue du Golf. Elle a été construite en 1911 pour le compte du docteur Maire, alors chirurgien en chef de l'hôpital de la ville par l'architecte Samuel Henriquet, dans un style néogothique, à la fin de ce courant historiciste en architecture. Elle est inscrite aux Monuments historiques depuis 1991.

## Description
Haute de six étages dont quatre étages d'habitation, la villa occupe une surface trapézoïdale avec une pointe en éperon  et une tourelle d'angle surmontée d'une chemin de ronde sur mâchicoulis. Des loggias en surplomb à claire voie sont présentes sur une des façades de la villa et les fenêtres sont à croisées moulurées ou remplages. Les portes sont à tympan écussonné ou archivoltes à choux frisés.
Les façades et la toiture de la villa sont inscrites à l'inventaire des Monuments historiques le 4 mars 1991.

## Histoire
Le docteur Maire n'y habite finalement pas ; il installe son cabinet au rez-de-chaussée et loue les étages. Il meurt en 1915. 
Lors de ses quatre cures à Vichy, en 1916, 1917, 1920 et 1921, Georges Clemenceau y a logé.